# تشارلز لوكلير
تشارلز لوكلير (بالفرنسية: Charles Victoire Emmanuel Leclerc)‏ هو ضابط فرنسي، ولد في 17 مارس 1772 في بونتواز في فرنسا، وتوفي في 2 نوفمبر 1802 في جزيرة السلاحف في هايتي بسبب حمى صفراء.
وكانت زوجة شقيقة نابليون، بولين بونابرت. كان لوكلير من بين القادة الذين تم إرسالهم لغزو مناطق مثل هايتي، لكنهم فشلوا في سان الدومينيكان. لقد مات أخيرًا بسبب الحمى الصفراء.

## وصلات خارجية
- تشارلز لو كلارك على موقع الموسوعة البريطانية (الإنجليزية)